# Sorry (canção de Madonna)
"Sorry" é uma canção da artista musical estadunidense Madonna, contida em seu décimo álbum de estúdio Confessions on a Dance Floor (2005). Foi composta e produzida pela própria juntamente a Stuart Price, e lançada como segundo single do disco em 7 de fevereiro de 2006 pela Warner Bros. Records. "Sorry" é uma música electropop de andamento acelerado que foi mixada inúmeras vezes antes de receber sua versão final. Uma delas foi feita pela dupla Pet Shop Boys, que adicionaram letras de Neil Tennant, sendo descartada. A letra de "Sorry" é sobre capacitação pessoal e auto-confiança. Mais tarde, a faixa apareceu no trabalho de maiores sucessos de Madonna, Celebration, de 2009.
"Sorry" foi bem recebida por críticos de música contemporânea, que disseram que era a faixa mais forte de Confessions on a Dance Floor. Alguns notaram ritmos influenciados pela música disco, enquanto outros compararam-a com as no estilo dance music lançadas anteriormente por Madonna. A canção atingiu a posição mais alta nas paradas da Itália, Espanha, Romênia e do Reino Unido, onde se tornou o décimo segundo single da artista a alcançar a primeira posição. No entanto, nos Estados Unidos, "Sorry" ficou apenas entre as sessenta mais bem colocadas, devido às rádios do país recusarem-se a executar a faixa, porém chegou ao topo da Billboard Hot Dance Club Play.
O vídeo musical da faixa é uma continuação do vídeo para o single anterior, "Hung Up". Ele mostra a cantora e seus dançarinos passeando em uma cidade em uma van que foi restaurada no programa da MTV, Pimp My Ride, antes da gravação do vídeo. Também mostra dançarinos dançando com patins e Madonna lutando contra um grupo de homens em uma gaiola. A artista cantou a música na Confessions Tour em 2006, mostrando uma sequência de luta semelhante à mostrada no vídeo musical. Para a mesma turnê, a intérprete também filmou um interlúdio de vídeo com uma versão remix de "Sorry" ao fundo, que mostra imagens de líderes políticos juntamente com cenas de guerra e destruição.

## Antecedentes e lançamento
Madonna declarou que vários remixes de seus singles anteriores serviram de inspiração para Confessions on a Dance Floor: "Cada vez que faço meus discos, muitas vezes eu gosto de remixes mais do que o original [...] então eu pensei, que vá para o inferno. Vou começar a partir desse ponto de vista". A artista apareceu na festa "Misshapes", realizada na boate Luke & Leroy's, em Greenwich Village, onde a DJ Junior Sanchez convidou-a para assumir a cabine do DJ do local, misturando "Sorry" e o single anterior, "Hung Up". Sanches disse que "não foi tecnicamente perfeito, mas ela conseguiu. Quando ela chegou, até os que a odeiam, ficaram apaixonados". Em uma entrevista à Rolling Stone em 2009, Madonna classificou "Sorry" como um de suas composições mais "estúpidas", juntamente com "Cherish" e "Into the Groove". A obra foi enviada para as rádios norte-americanas em 7 de fevereiro de 2006, no segmento mainstream. Mais tarde, também foi comercializado um CD single promocional no mesmo país, com duas faixas no total.

## Composição
Musicalmente, "Sorry" é um eletropop de andamento acelerado guiada por sintetizadores e ganchos adornados por arranjo mais graves. É ajustado em um compasso de 4/4, com um ritmo moderado de 132 batidas por minuto. A canção está escrita no tom de dó menor, e o alcance vocal de Madonna vai desde a nota baixa de fá para a nota alta de sol. Mantém uma progressão harmônica de ré♯-dó menor-sol ♯-ré♭ durante a introdução falada, e em seguida, muda para sol♯-ré♭-dó menor no refrão, enquanto continua como sol ♯-dó menor-sol ♯-fá nos versos intermediários, para finalmente acabar repetindo por várias vezes as falas: "Eu já ouvi tudo isso antes". Sal Cinquemani, da Slant Magazine, observou que a linha de baixo da música utiliza elementos de "Can You Feel It", dos The Jacksons. Em uma versão remix da canção feita pelos Pet Shop Boys, foram incorporados samplers de "I Wanna Dance With Somebody (Who Loves Me)", de Whitney Houston, com uma linha de baixo mais acentuada e uma dupla interrupção na introdução. Foram acrescentadas letras cantadas por Neil Tennant, membro da dupla. Mais tarde, esta versão apareceu no álbum de remixes deles Disco Four. A voz de Madonna começa no primeiro refrão, que foi remixada para ter um sintetizador mais forte e um gancho mais grave.
Na introdução e entre os versos segredam-se, em dez diferentes idiomas, pedidos de desculpa, mas Madonna pretende sair da teia infinitas de falsos arrependimentos e mentiras do par, despedindo-se do relacionamento consciente que merece melhor, proferindo: "Você não é metade do homem que pensa que é / [...] Não se explique porque falar é fácil/ Há coisas mais importantes do que ouvir você falar". A canção demonstra poder pessoal e auto-confiança, o que reflete uma mudança na abordagem artística da cantora em relação às suas canções anteriores que falam sobre supremacia, como "Everybody" (1982), "Vogue" (1990) e "Music" (2000), que são centradas no tema da música em si.

## Análise da crítica
"Sorry" recebeu análises positivas de críticos musicais de música contemporânea, que destacaram sua sonoridade e elogiaram a capacidade de Madonna de continuar a criar sucessos depois de tantos anos de carreira. Gordon J. Murray, da Billboard, comentou que a faixa "deve manter os fãs interessados na capacidade de Madonna de criar clássicos instantâneos para rádio e boates". Jenniffer Vineyard, editor da MTV News, escreveu que "Sorry" era a canção mais forte do álbum e que tinha o estilo dos Pet Shop Boys. Continuou dizendo que "nostalgicamente evoca os sons das boates da década de 1980 que levaram a artista ao estrelato". De acordo com a análise da BBC's Collective, "estabelece a posição da imperdoável rainha do pop Madge, e embora a música esteja abordando um relacionamento romântico, não se pode deixar de ouvir o contexto, talvez dirigido aos seus críticos ferozes: 'Há coisas mais importantes do que ouvir você falar'. Alan Braidwood, da BBC Music, a definiu como "letalmente cativante". Sal Cinquemani, da Slant Magazine, observou que a obra era destinada a se tornar um clássico da cantora. A mesma revista também a considerou uma das melhores músicas de 2006.
A Virgin Media notou que, no geral, a canção apresenta "uma combinação contagiante de sintetizadores filtrados e pulsantes e um groove disco que está destinado a chegar ao topo das paradas com facilidade". Ben Williams, da revista New York, avaliou que a canção é "impulsionada por uma melodia de baixo". Joan Morgan, do The Village Voice, em sua resenha para Confessions on a Dance Floor, comentou "que a festa de dar inveja continua com o multilíngue e expulsivo "Sorry"". Na opinião de Stephen M. Deusner, do Pitchfork Media, "as cachoeiras de som fluem diretamente em 'Sorry', estabelecendo as desculpas multilíngues e seus baixos tectônicos". Como parte de sua crítica ao disco, Allan Light da Rolling Stone adjetivou a canção de "palpitante", enquanto Alexis Petridis do The Guardian chamou-a de "triunfante", e Kitty Empire, da mesma publicação, definiu as suas letras como "levando um amante para um passeio em um dance-pop chiclete". Thomas Inskeep, da Stylus Magazine, afirmou que "Sorry" e o single anterior, "Hung Up", podem não conter o mesmo elemento urbano de faixas antigas da cantora, como "Physical Attraction" e "Burning Up", mas têm o mesmo modus operandi feito para dançar durante a noite. Jon Pareles, do The New York Times, definiu-a como completamente irritante.

## Vídeo musical

Três das sequências iniciais do vídeo de "Sorry", na qual Madonna é vista em frente a uma tela de néon (acima), dentro de uma van (meio) e, depois, andando de patins com seus dançarinos.

O vídeo musical de "Sorry" foi gravado em Londres, em janeiro de 2006, enquanto Madonna ensaiava a Confessions Tour. O videoclipe foi dirigido pelo coreógrafo da cantora, Jamie King, e contém uma coreografia criada pelos Talauega Brothers. Muitos dos bailarinos que participaram no vídeo do single anterior "Hung Up" foram incluídos no de "Sorry" para soar como uma continuação. Foram filmadas as cenas de Madonna para logo após serem gravadas cenas com skatistas, totalizando dois dias de gravações para o projeto. Antes de sua utilização, a van que aparece no clipe foi restaurada no programa Pimp My Ride, da MTV.
O vídeo começa com a imagem de Madonna em frente a uma tela de néon, vestindo um maiô roxo e profere pedidos de desculpas ao telespectador em várias línguas. Quando a música começa, ela sai com seus dançarinos da sala de jogos mostrada no vídeo de "Hung Up", para entrar em uma van onde eles trocam suas roupas. A intérprete usa um maiô preto e um espartilho de borlas da mesma cor, um par de botas prata de plataformas, com seu cabelo sendo inspirado no estilo retrô da década de 1970. Enquanto eles passeiam pela cidade, vários homens entram no veículo, com estas cenas alternando-se com Madonna cantando a faixa em frente à tela de neon. O clipe continua nesta sequência até o refrão intermediário, que a mostra de pé numa gaiola em frente a um grupo de homens. Quando o gancho começa, Madonna começa a lutar com eles. A artista inclina-se para trás e se torce durante a execução de múltiplas piruetas e saltos, quando consegue derrotar seus oponentes. O refrão é executado novamente e o vídeo mostra cenas da intérprete com seus dançarinos patinando em uma pista ambientada em uma casa noturna. O videoclipe termina com a câmera focada em Madonna vestindo seu maiô roxo e a imagem desvanece com sua silhueta.

## Apresentações ao vivo

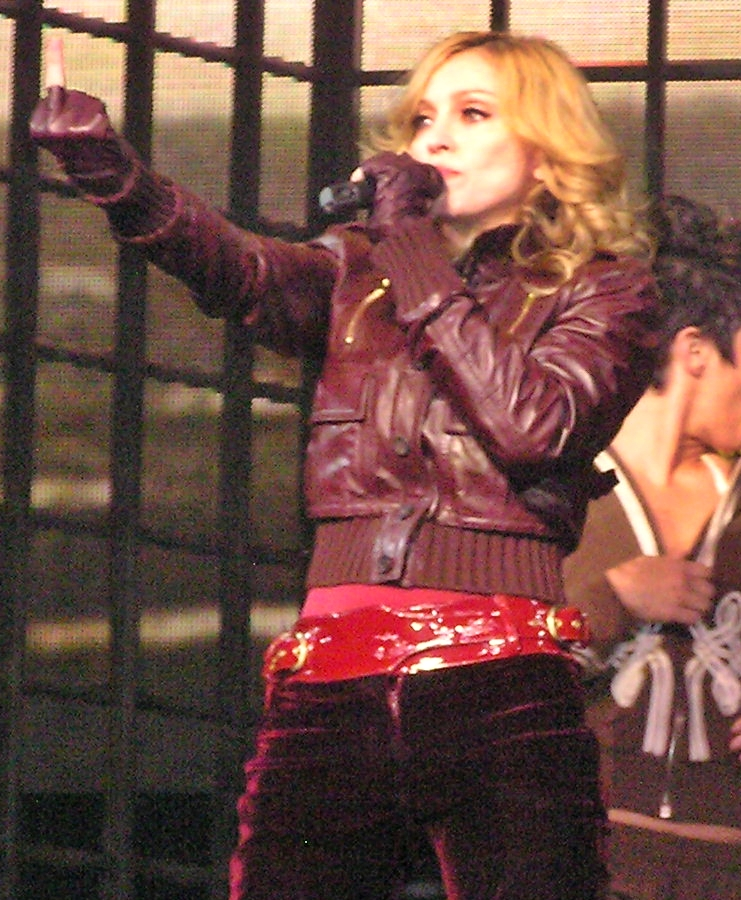
Madonna apresentando "Sorry" durante a Confessions Tour em 2006.

Madonna cantou "Sorry" em Hung Up Promo Tour, uma turnê promocional para promover Confessions on a Dance Floor, e na Confessions Tour, como parte do segmento beduíno. Ela usava um caftan projetado por Jean-Paul Gaultier, com uma calça e botas de salto alto. Quando terminava a apresentação de "Isaac", ela puxava tal caftan e seus dançarinos davam-lhe um casaco, enquanto os cumprimentava um por um. Neste momento, começava a tocar o remix dos Pet Shop Boys. Madonna e seus dançarinos iam para perto de uma gaiola gigante e a artista começava a cantar a canção. Quando a canção progredia à altura do verso intermediário, ela iniciava uma forte luta com seus dançarinos, na qual os derrotavam com movimentos nos quais torcia seu corpo, colocando uma perna sobre a cabeça, e saltava da gaiola para as costas de uma dançarina. O Daily Mail elogiou a apresentação, chamando-a de "energética". Tom Young, da BBC Music, considerou-a de um "destaque" do concerto. Ed Gonzalez da Slant Magazine comentou que a interpretação "não estava entre os destaques do show."
Outra versão remix da canção foi usada como pano de fundo durante o interlúdio de vídeo entre os segmentos beduíno e glam rock. Tal vídeo mostrava imagens de líderes fascistas e políticos do passado para o presente, como Adolf Hitler, Idi Amin Dada, George W. Bush e Tony Blair. Estas imagens eram alternadas com textos e cenas de conflito militar. Madonna aparecia usando seu maiô roxo do vídeo musical, proclamando os versos "falar é fácil" e "não fale", juntamente com a música e os lábios de Bush gaguejando. Thomas Inkseep, da Stylus Magazine, descreveu a interpretação e o interlúdio como "fantásticos". Gonzalez comparou-o ao vídeo musical do single da cantora, "American Life", (2003) e disse que "o espírito deste interlúdio está em êxtase: uma colagem de influência Godardiana que você também pode dançar. Young avaliou o vídeo como uma parte negativa da turnê. Ambas as versões estão disponíveis no álbum ao vivo da turnê, The Confessions Tour.

## Faixas e formatos
A versão digital de "Sorry" contém apenas uma faixa com duração de quatro minutos e quarenta e um segundos. Na Europa, a música também foi comercializada em versão CD single, possuindo seis faixas no total, sendo a primeira uma versão para rádios, da segunda a quinta sendo versões remix e a última faixa a música "Let It Will Be", uma faixa de Confessions on a Dance Floor.
| Download digital |         |         |  |
| N.º              | Título  | Duração |  |
| 1.               | "Sorry" | 4:24    |  |

| CD single      |                                           |         |  |
| N.º            | Título                                    | Duração |  |
| 1.             | "Sorry" (Edição de rádio)                 | 3:37    |  |
| 2.             | "Sorry" (Man With Guitar Edit)            | 6:04    |  |
| 3.             | "Sorry" (PSB Maxi-Mix)                    | 8:36    |  |
| 4.             | "Sorry" (Paul Oakenfold Remix)            | 7:15    |  |
| 5.             | "Sorry" (Green Velvet Remix)              | 6:07    |  |
| 6.             | "Let It Will Be" (Paper Faces Vocal Edit) | 5:24    |  |
| Duração total: | Duração total:                            | 36,23   |  |

## Desempenho comercial
"Sorry" estreou na posição 70 da Billboard Hot 100 em 11 de março de 2006. Seu airplay de rádio limitado resultou em um baixo rendimento nas paradas americanas, e consequentemente, 3.300 pessoas assinaram uma petição no Petitionline.com, conhecido como o "End the Madonna U.S. Radio Boycott", dirigida ao presidente-executivo da Clear Channel Communications, Mark P. Mays. A revista Entertainment Weekly e o canal VH1 apoiaram tal petição. Mesmo assim, em 18 de março, a faixa chegou até o número 58. Na mesma semana, obteve a 46.ª posição na parada Pop 100. No entanto, o single alcançou o primeiro lugar na Hot Dance Club Play por duas semanas e da Hot Dance Airplay por cinco edições. Em abril de 2010, foi anunciado que as vendas de "Sorry" nos Estados Unidos superaram 358 mil downloads digitais. Foi uma das mais vendidas de 2006 com mais de 5 milhões e 200 mil cópias comercializadas.
Em 26 de fevereiro de 2006, "Sorry" estreou em primeiro lugar no Reino Unido. Tornou-se seu décimo segundo single da artista a alcançar o posto no país e o segundo consecutivo, depois de "Hung Up". Desta forma, ela se tornou a artista solo com o maior número de canções número um no Reino Unido, enquanto ocupa a quinta posição no apuramento mundial. De acordo com a Official Charts Company, vendeu 195 mil cópias no país. Na Austrália, a faixa alcançou o quarto lugar, enquanto figurou no segundo posto da tabela canadense. A Canadian Recording Industry Association concedeu-lhe uma certificação de platina por vendas de 80 mil downloads digitais no Canadá. Estreou em quarto lugar na Irlanda, passando 12 semanas na parada local. Na Europa, a canção entrou nas dez primeiras posições de países como Alemanha, Áustria, Bélgica (Flandres e Valônia), Dinamarca, Finlândia, França, Noruega, Países Baixos, Suécia e Suíça, e alcançou o topo das paradas na Itália, Espanha e na European Hot 100 Singles.
| País — Tabela musical (2006)            | Posição de pico |
| --------------------------------------- | --------------- |
| Alemanha (GfK Entertainment Charts)     | 5               |
| Austrália (ARIA Charts)                 | 4               |
| Áustria (Ö3 Austria Top 40)             | 8               |
| Bélgica (Ultratop 50 de Flandres)       | 8               |
| Bélgica (Ultratop 40 de Valônia)        | 4               |
| Canadá (Canadian Singles Chart)         | 2               |
| Dinamarca (Hitlisten)                   | 3               |
| Escócia (OCC)                           | 1               |
| Eslováquia (IFPI Slovenská Republika)   | 66              |
| Espanha (PROMUSICAE)                    | 1               |
| Estados Unidos (Adult Top 40)           | 36              |
| Estados Unidos (Billboard 100)          | 58              |
| Estados Unidos (Dance Club Songs)       | 1               |
| Estados Unidos (Dance/Mix Show Airplay) | 1               |
| Estados Unidos (Latin Pop Songs)        | 33              |
| Estados Unidos (Pop 100)                | 12              |
| Europa (European Hot 100 Singles)       | 1               |
| Finlândia (IFPI Finlândia)              | 3               |
| França (SNEP)                           | 5               |
| Grécia (IFPI Grécia)                    | 1               |
| Hungria (MAHASZ)                        | 1               |
| Irlanda (IRMA)                          | 5               |
| Itália (FIMI)                           | 1               |
| Noruega (VG-lista)                      | 2               |
| Nova Zelândia (Recorded Music NZ)       | 12              |
| Países Baixos (Dutch Top 40)            | 2               |
| Países Baixos (Single Top 100)          | 2               |
| República Checa (IFPI Česká Republika)  | 2               |
| Reino Unido (UK Singles Chart)          | 1               |
| Reino Unido (UK Dance)                  | 1               |
| Romênia (Romanian Top 100)              | 1               |
| Rússia (Tophit)                         | 4               |
| Suécia (Sverigetopplistan)              | 7               |
| Suíça (Schweizer Hitparade)             | 4               |

| Tabela musical (2006)               | Posição |
| ----------------------------------- | ------- |
| Alemanha (GfK Entertainment Charts) | 78      |
| Austrália (ARIA Singles Charts)     | 78      |
| Áustria (Ö3 Austria Top 40)         | 60      |
| Bélgica (Ultratop 50 de Flandres)   | 47      |
| Bélgica (Ultratop 40 da Valônia)    | 38      |
| França (SNEP)                       | 47      |
| Hungria (Rádiós Top 40)             | 5       |
| Itália (FIMI)                       | 8       |
| Reino Unido (UK Singles Chart)      | 44      |
| Suécia (Sverigetopplistan)          | 80      |
| Suíça (Schweizer Hitparade)         | 33      |

| País — Tabela musical (2000—10)      | Posição |
| ------------------------------------ | ------- |
| Estados Unidos (Hot Dance/Club Play) | 19      |

| Região                                                                                             | Certificação | Vendas   |
| -------------------------------------------------------------------------------------------------- | ------------ | -------- |
| Canadá (Music Canada)                                                                              | Ouro         | 10,000*  |
| Reino Unido (BPI)                                                                                  | Prata        | 200,000^ |
| Suécia (GLF)                                                                                       | Platina      | 20,000^  |
| ^distribuições baseadas apenas na certificação *números de vendas baseados somente na certificação |              |          |